# Torgny Lindgren
Torgny Lindgren (16. června 1938, Raggsjö, Västerbotten – 16. března 2017, Stockholm) byl švédský spisovatel. Pocházel z odlehlého severošvédského kraje, kam umístil řadu svých děl. Debutoval již v roce 1965, ale úspěch mu přinesl až román Cesty hada na skále, vydaný 1982. Příběh byl o tři roky později zfilmován. Jeho knihy byly přeloženy do více než 30 jazyků a byl považován za jednoho z nejúspěšnějších současných švédských spisovatelů. Od roku 1991 byl členem švédské akademie.
Za román Bethsabée obdržel v roce 1986 Prix Femina. Roku 2000 získal Literární cenu Selmy Lagerlöfové.

## Literární dílo
- Plåtsax, hjärtats instrument (1965, Nůžky na plech, nástroj srdce)
- Övriga frågor (1983, Další dotazy)
- Brännvinsfursten (1979, Kořalkový král)
- Ormens väg på hälleberget (1982; Cesty hada na skále, 1988, přeložila: Dagmar Hartlová)
- Merabs skönhet (1983, Mérabina krása, č. povídky Voda a Vratidlo, 1988, a ve sbírce Souchotě a jiná slova, 2008)
- Bat Seba (1984; David a Batšeba, 1992, přeložila: Dagmar Hartlová)
- Legender (1986, Legendy)
- Skrämmer dig minuten (1986, Děsí tě minuta)
- Ljuset (1987, Světlo)
- Till Sanningens Lov (1991; Chvála pravdy, 2018, přeložil: Zbyněk Černík)
- Hummelhonung (1995; Čmeláčí med, 1999, přeložil: Zbyněk Černík)
- I Brokiga Blads vatten (1999; povídky, česky výběr ve sbírce Souchotě a jiná slova, 2008, přeložila: Anežka Kuzmičová)

- Pölsan (2002; Přerušený příběh, 2005, přeložil: Zbyněk Černík)
- Berättelserna (2003; povídky, česky výběr ve sbírce Souchotě a jiná slova, 2008, přeložila: Anežka Kuzmičová)
- Dorés bibel (2005; Dorého bible, 2010, přeložil: Zbyněk Černík)
- Norrlands akvavit (2007; Norrlandský akvavit, 2009, přeložil: Zbyněk Černík)
- Klingsor (2014; Klingsor, 2015, přeložil: Zbyněk Černík)

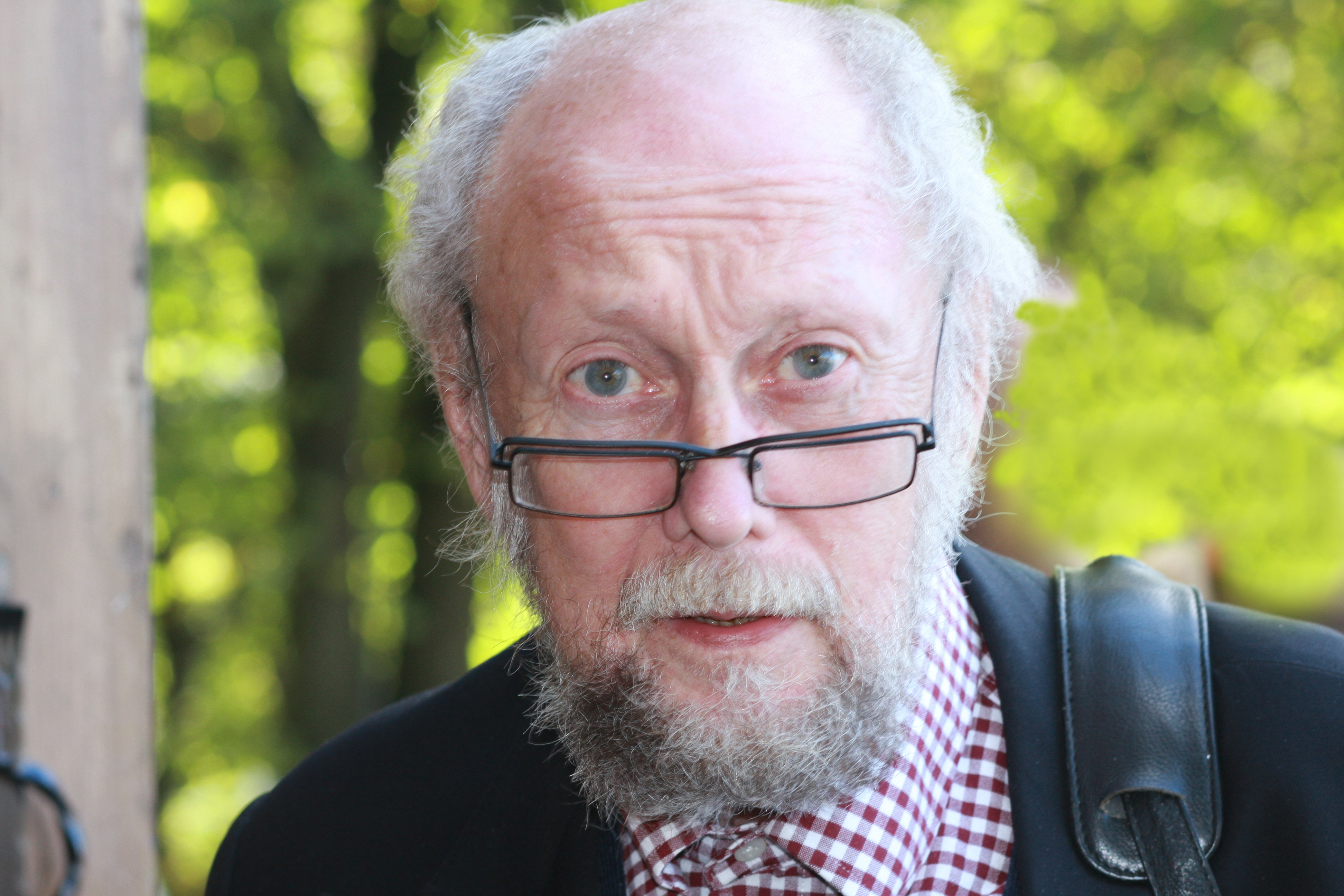
Švédský spisovatel Torgny Lindgren.

## Antologie v češtině
- Souchotě a jiná slova, antologie povídek, Vakát 2008, překlad: Anežka Kuzmičová, ISBN 978-80-903815-4-4